# Ребров, Юрий Петрович
Юрий Петрович Ребров (1929—2002) — советский художник-график, иллюстратор, член Союза художников СССР (1958), Заслуженный художник РСФСР (1975).

## Биография
Юрий Петрович Ребров родился в Томске, в семье кубанских казаков.
В 1949 году окончил Алма-Атинское театрально-художественное училище.
С 1950 года корреспондент главного политического управления Советской Армии и Военно-Морского флота.
Его первые рисунки были опубликованы в журналах «Советский воин». «Смена», «Огонёк».
С 1951 года по 1953 год работал в студии военных художников имени М. Б. Грекова.
В 1958 году стал членом Союза художников СССР.
В 1975 году был удостоен звания «Заслуженный художник РСФСР».

## Иллюстрации к книгам
- Тихий Дон (рисовал 10 лет) удостоен Серебряной медали АХ СССР.
- Они сражались за Родину

## Портреты
- Владимир Ленин, Надежда Крупская, Михаил Калинин, Михаил Шолохов и другие.